# Guayapo
Guayapo est l'une des quatre paroisses civiles de la municipalité d'Autana dans l'État d'Amazonas au Venezuela. Sa capitale est San Pedro del Orinoco.